# Lista posiadaczek WWE Women’s Championship (od 2016)
WWE Women’s Championship to mistrzostwo przeznaczone dla kobiet promowane przez amerykańską federację profesjonalnego wrestlingu WWE, które bronione jest przez zawodniczki należące do brandu SmackDown. Podobnie jak w przypadku większości tytułów mistrzowskich w wrestlingu, zdobywczyni tytułu mistrzowskiego jest wyłaniana na podstawie ustalonego wcześniej scenariusza.
3 kwietnia 2016 podczas pre-show WrestleManii 32 członkini WWE Hall of Fame Lita ogłosiła, że WWE Divas Championship zostanie zastąpione przez nowe WWE Women’s Championship, którego inauguracyjna posiadaczka zostanie wyłoniona, w walce pomiędzy panującą mistrzynią WWE Divas Charlotte, Sashą Banks i Becky Lynch tego samego dnia. Starcie wygrała Charlotte, zostając ostatnią posiadaczką Divas Championship, a zarazem pierwszą posiadaczką Women’s Championship.
Początkowo mistrzostwo dzieliło nazwę z pierwotnym WWE Women’s Championship, które było bronione, w latach 1956–2010. W 2016 roku, po przywróceniu podziału na brandy, Charlotte wraz z WWE Women’s Championship została przydzielona na Raw, wskutek czego nazwa tytułu została zmieniona na WWE Raw Women’s Championship, a SmackDown utworzyło odpowiednik WWE SmackDown Women’s Championship. Nazwa tytułu została przywrócona jako WWE Women’s Championship 9 czerwca 2023 roku.
Tytuł mistrzowski posiadało 13 zawodniczek. Charlotte Flair zdobyła wyróżnienie sześć razy, najwięcej spośród wszystkich mistrzyń. Bianca Belair posiadała mistrzostwo najdłużej – 420 dni. Belair szczyci się także rekordem najkrótszego panowania, gdyż jej drugie panowanie trwało minutę i 35 sekund. Asuka jest najstarszą mistrzynią, wygrywając tytuł po raz trzeci w wieku 41 lat, a Sasha Banks i Rhea Ripley to najmłodsze mistrzynie (24 lata).
Obecną mistrzynią jest Tiffany Stratton, która jest w swoim pierwszym panowaniu. Pokonała poprzednią mistrzynię Nia Jax wykorzystując swój kontrakt Money in the Bank na SmackDown, 3 stycznia 2025.

## Historia tytułu

### Nazwy
| Nazwa                        | Lata                              |
| ---------------------------- | --------------------------------- |
| WWE Women’s Championship     | 3 kwietnia 2016 – 5 września 2016 |
| WWE Raw Women’s Championship | 5 września 2016 – 9 czerwca 2023  |
| WWE Women’s Championship     | od 9 czerwca 2023                 |

### Panowania
Na stan z 31 lipca 2025
| Nr        | Ogólny numer panowania                                                     |
| Panowanie | Liczba panowań konkretnego mistrza                                         |
| Dni       | Liczba dni panowania                                                       |
| Dni roz.  | Dni panowania, które są uznawane przez federację na jej oficjalnej stronie |
| †         | Oznacza, że panowanie nie jest uznawane przez federację                    |
| <1        | Oznacza, że panowanie trwało mniej niż jeden dzień                         |
| +         | Oznacza, że liczba dni w posiadaniu wzrasta z kolejnym dniem               |

| Nr             | Mistrzyni        | Zmiana mistrza            | Zmiana mistrza             | Zmiana mistrza           | Statystyki panowania | Statystyki panowania | Statystyki panowania | Notka | Odn.          |
| Nr             | Mistrzyni        | Data                      | Gala                       | Miejsce                  | Panowanie            | Dni                  | Dni roz.             | Notka | Odn.          |
| -------------- | ---------------- | ------------------------- | -------------------------- | ------------------------ | -------------------- | -------------------- | -------------------- | --- | ------------- |
| WWE            |                  |                           |                            |                          |                      |                      |                      | |               |
| 1              | Charlotte        | 3 kwietnia 2016(dts)      | WrestleMania 32            | Arlington, TX            | 1                    | 113                  | 113                  | Została inauguracyjną mistrzynią wygrywając Triple Threat match przeciwko Sashy Banks i Becky Lynch, którego stawką początkowo było WWE Divas Championship, będące w posiadaniu Charlotte. Po przywróceniu podziału WWE na brandy, Charlotte została przydzielona do brandu Raw, wskutek czego dzierżawione przez nią WWE Women’s Championship uzyskało status mistrzostwa brandu Raw.                   | [ 6 ]         |
| WWE: Raw       |                  |                           |                            |                          |                      |                      |                      | |               |
| 2              | Sasha Banks      | 25 lipca 2016(dts)        | Raw                        | Pittsburgh, PA           | 1                    | 27                   | 26                   | | [ 7 ]         |
| 3              | Charlotte        | 21 sierpnia 2016(dts)     | SummerSlam                 | Brooklyn, NY             | 2                    | 43                   | 43                   | Po wprowadzeniu WWE SmackDown Women’s Championship, zmieniono nazwę tytułu na WWE Raw Women’s Championship. | [ 8 ]         |
| 4              | Sasha Banks      | 3 października 2016(dts)  | Raw                        | Los Angeles, CA          | 2                    | 27                   | 27                   | | [ 9 ]         |
| 5              | Charlotte Flair  | 30 października 2016(dts) | Hell in a Cell             | Boston, MA               | 3                    | 29                   | 29                   | Był to pierwszy w historii Hell in a Cell match z udziałem kobiet. Podczas jej panowania, pseudonim Charlotte został rozszerzony do Charlotte Flair. | [ 10 ]        |
| 6              | Sasha Banks      | 28 listopada 2016(dts)    | Raw                        | Charlotte, NC            | 3                    | 20                   | 19                   | Był to Falls Count Anywhere match. | [ 11 ]        |
| 7              | Charlotte Flair  | 18 grudnia 2016(dts)      | Roadblock: End of the Line | Pittsburgh, PA           | 4                    | 57                   | 57                   | Był to 30-minutowy Iron man match, w którym Flair wygrała z wynikiem 3-2 w nagłej śmierci po przedłużeniu czasu. | [ 12 ]        |
| 8              | Bayley           | 13 lutego 2017(dts)       | Raw                        | Las Vegas, NV            | 1                    | 76                   | 75                   | | [ 13 ]        |
| 9              | Alexa Bliss      | 30 kwietnia 2017(dts)     | Payback                    | San Jose, CA             | 1                    | 112                  | 111                  | | [ 14 ]        |
| 10             | Sasha Banks      | 20 sierpnia 2017(dts)     | SummerSlam                 | Brooklyn, NY             | 4                    | 8                    | 8                    | | [ 15 ]        |
| 11             | Alexa Bliss      | 28 sierpnia 2017(dts)     | Raw                        | Memphis, TN              | 2                    | 223                  | 222                  | | [ 16 ]        |
| 12             | Nia Jax          | 8 kwietnia 2018(dts)      | WrestleMania 34            | Nowy Orlean, LA          | 1                    | 70                   | 70                   | | [ 17 ]        |
| 13             | Alexa Bliss      | 17 czerwca 2018(dts)      | Money in the Bank          | Rosemont, IL             | 3                    | 63                   | 63                   | Wykorzystała swój kontrakt Money in the Bank. | [ 18 ]        |
| 14             | Ronda Rousey     | 19 sierpnia 2018(dts)     | SummerSlam                 | Brooklyn, NY             | 1                    | 232                  | 231                  | | [ 19 ]        |
| 15             | Becky Lynch      | 8 kwietnia 2019(dts)      | WrestleMania 35            | East Rutherford, NJ      | 1                    | 373                  | 398                  | Był to Winner Takes All Triple threat match, w którym na szali znalazło się zarówno Raw Women’s Championship jak i SmackDown Women’s Championship. W walce brała również udział Charlotte Flair, która broniła SmackDown Women’s Championship. | [ 20 ]        |
| 16             | Asuka            | 15 kwietnia 2020(dts)     | Money in the Bank          | Stamford, CT             | 1                    | 96                   | 78                   | Pokonała Carmellę, Danę Brooke, Lacey Evans, Nię Jax i Shaynę Baszler w żeńskim Money in the Bank ladder matchu. Walka początkowo zgodnie z tradycją miała być o kontrakt na walkę o kobiece mistrzostwo, jednak na najbliższym odcinku Raw, ujawniono, że walka była o Raw Women’s Championship, ze względu na ciążę ówczesnej mistrzyni Becky Lynch, która ogłosiła przerwę. Wyemitowano 10 maja 2020. | [ 21 ] [ 22 ] |
| 17             | Sasha Banks      | 20 lipca 2020(dts)        | Raw                        | Orlando, FL              | 5                    | 34                   | 26                   | Była to walka, w której tytuł można było wygrać nie tylko przez przypięcie i poddanie, ale i też poprzez wyliczenie i dyskwalifikację. Banks wygrała poprzez wyliczenie. Wyemitowano 27 lipca 2020. | [ 23 ]        |
| 18             | Asuka            | 23 sierpnia 2020(dts)     | SummerSlam                 | Orlando, FL              | 2                    | 231                  | 231                  | | [ 24 ]        |
| 19             | Rhea Ripley      | 11 kwietnia 2021(dts)     | WrestleMania 37 Noc 2      | Tampa, FL                | 1                    | 98                   | 97                   | | [ 25 ]        |
| 20             | Charlotte Flair  | 18 lipca 2021(dts)        | Money in the Bank          | Fort Worth, TX           | 5                    | 1                    | 1                    | Oficjalna historia tytułu WWE błędnie podaje datę końca panowania jako 20 lipca 2021. | [ 26 ]        |
| 21             | Nikki A.S.H.     | 19 lipca 2021(dts)        | Raw                        | Dallas, TX               | 1                    | 33                   | 32                   | Wykorzystała swój kontrakt Money in the Bank. | [ 27 ]        |
| 22             | Charlotte Flair  | 21 sierpnia 2021(dts)     | SummerSlam                 | Paradise, NV             | 6                    | 62                   | 61                   | Był to Triple threat match, w którym brała również udział Rhea Ripley. | [ 28 ]        |
| 23             | Becky Lynch      | 22 października 2021(dts) | SmackDown                  | Wichita, KS              | 2                    | 162                  | 161                  | Na skutek draftu, ówczesna posiadaczka SmackDown Women’s Championship Becky Lynch została przeniesiona na Raw, natomiast posiadaczka Raw Women’s Championship Charlotte Flair otrzymała transfer na SmackDown. Aby utrzymać oba tytuły na swoich brandach, obie panie wymieniły się mistrzostwami. | [ 29 ]        |
| 24             | Bianca Belair    | 2 kwietnia 2022(dts)      | WrestleMania 38 Noc 1      | Arlington, TX            | 1                    | 420                  | 419                  | Tytuł stał się ekskluzywny dla brandu SmackDown, kiedy to Bianca Belair została przeniesiona na SmackDown podczas draftu. | [ 30 ]        |
| WWE: SmackDown |                  |                           |                            |                          |                      |                      |                      | |               |
| 25             | Asuka            | 27 maja 2023(dts)         | Night of Champions         | Dżudda, Arabia Saudyjska | 3                    | 70                   | 70                   | Nazwa tytułu została przywrócona do WWE Women’s Championship 9 czerwca 2023 roku, ponieważ tytuł nie był już wyłączny dla Raw. | [ 31 ]        |
| 26             | Bianca Belair    | 5 sierpnia 2023(dts)      | SummerSlam                 | Detroit, MI              | 2                    | <1                   | <1                   | Był to Triple threat match, w którym brała również udział Charlotte Flair. | [ 32 ]        |
| 27             | Iyo Sky          | 5 sierpnia 2023(dts)      | SummerSlam                 | Detroit, MI              | 1                    | 246                  | 246                  | Wykorzystała swój kontrakt Money in the Bank. | [ 32 ]        |
| 28             | Bayley           | 7 kwietnia 2024(dts)      | WrestleMania XL Noc 2      | Filadelfia, PA           | 2                    | 118                  | 117                  | | [ 33 ]        |
| 29             | Nia Jax          | 3 sierpnia 2024(dts)      | SummerSlam                 | Cleveland, OH            | 2                    | 153                  | 153                  | | [ 34 ]        |
| 30             | Tiffany Stratton | 3 stycznia 2025(dts)      | SmackDown                  | Phoenix, AZ              | 1                    | 209+                 | 209+                 | Wykorzystała swój kontrakt Money in the Bank. | [ 5 ]         |

## Łączna liczba posiadań
Stan na 31 lipca 2025.
| † | Oznacza obecną mistrzynię |

| Miejsce | Mistrzyni          | Liczba panowań | Łączna liczba dni | Łączna liczba dni według WWE |
| ------- | ------------------ | -------------- | ----------------- | ---------------------------- |
| 1       | Becky Lynch        | 2              | 535               | 559                          |
| 2       | Bianca Belair      | 2              | 420               | 419                          |
| 3       | Alexa Bliss        | 3              | 398               | 396                          |
| 4       | Asuka              | 3              | 397               | 379                          |
| 5       | Charlotte Flair    | 6              | 305               | 304                          |
| 6       | Iyo Sky            | 1              | 246               | 246                          |
| 7       | Ronda Rousey       | 1              | 232               | 231                          |
| 8       | Nia Jax            | 2              | 224               | 224                          |
| 9       | Tiffany Stratton † | 1              | 209+              | 209+                         |
| 10      | Bayley             | 2              | 194               | 192                          |
| 11      | Sasha Banks        | 5              | 116               | 106                          |
| 12      | Rhea Ripley        | 1              | 98                | 97                           |
| 13      | Nikki A.S.H.       | 1              | 33                | 32                           |